# Râul Valea Carelor, Someșul Mare
Râul Valea Carelor sau Râul Carele este un curs de apă, afluent al râului Someșul Mare. 

## Hărți
- Harta Munții Bârgău  Arhivat în 20 septembrie 2008, la Wayback Machine.
- Harta județului Bistrița-Năsăud